# Lyallia kerguelensis
Lyallia kerguelensis är en källörtsväxtart som beskrevs av Joseph Dalton Hooker. Lyallia kerguelensis ingår i släktet Lyallia och familjen källörtsväxter. Inga underarter finns listade i Catalogue of Life.

## Bildgalleri

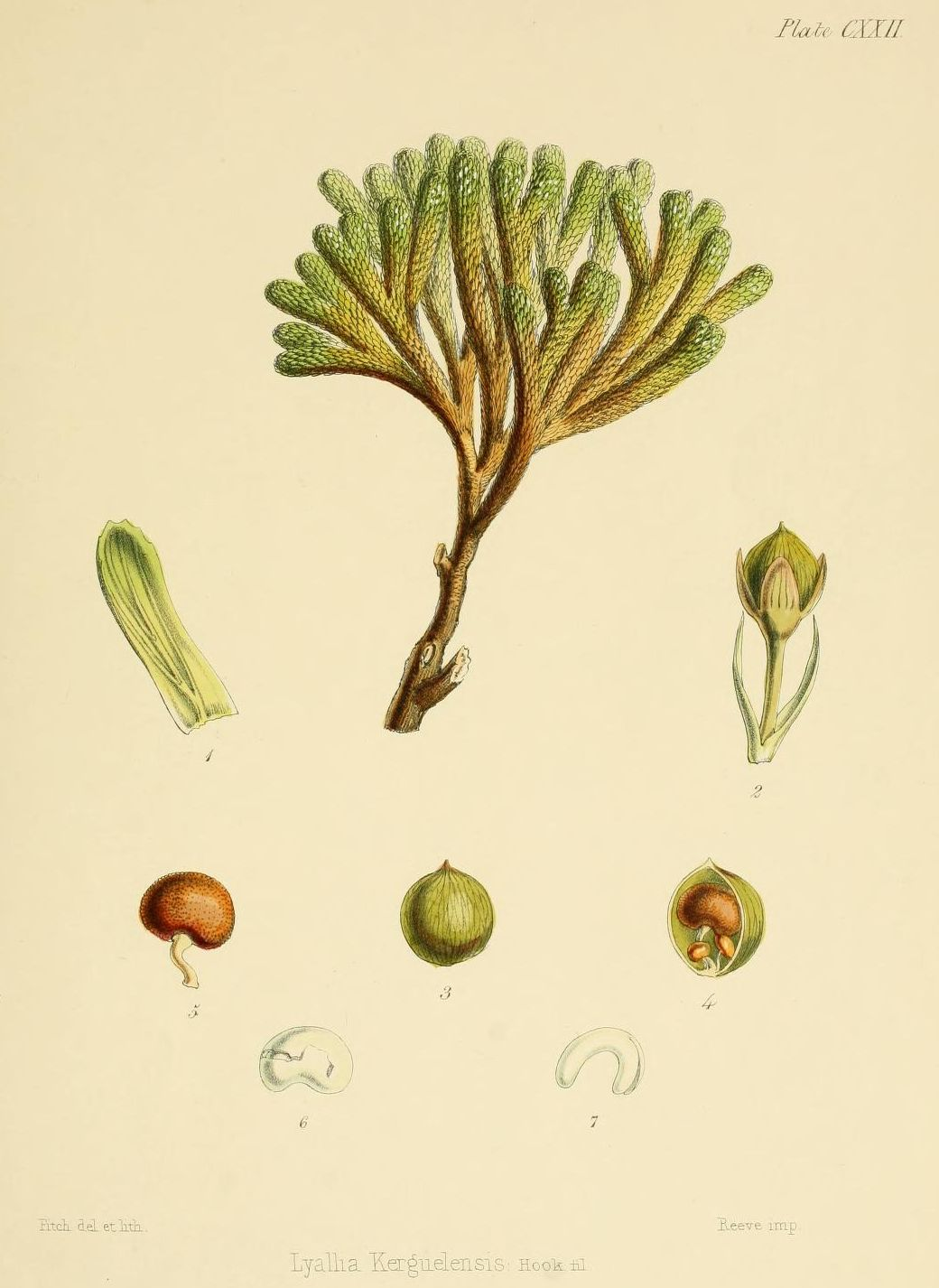
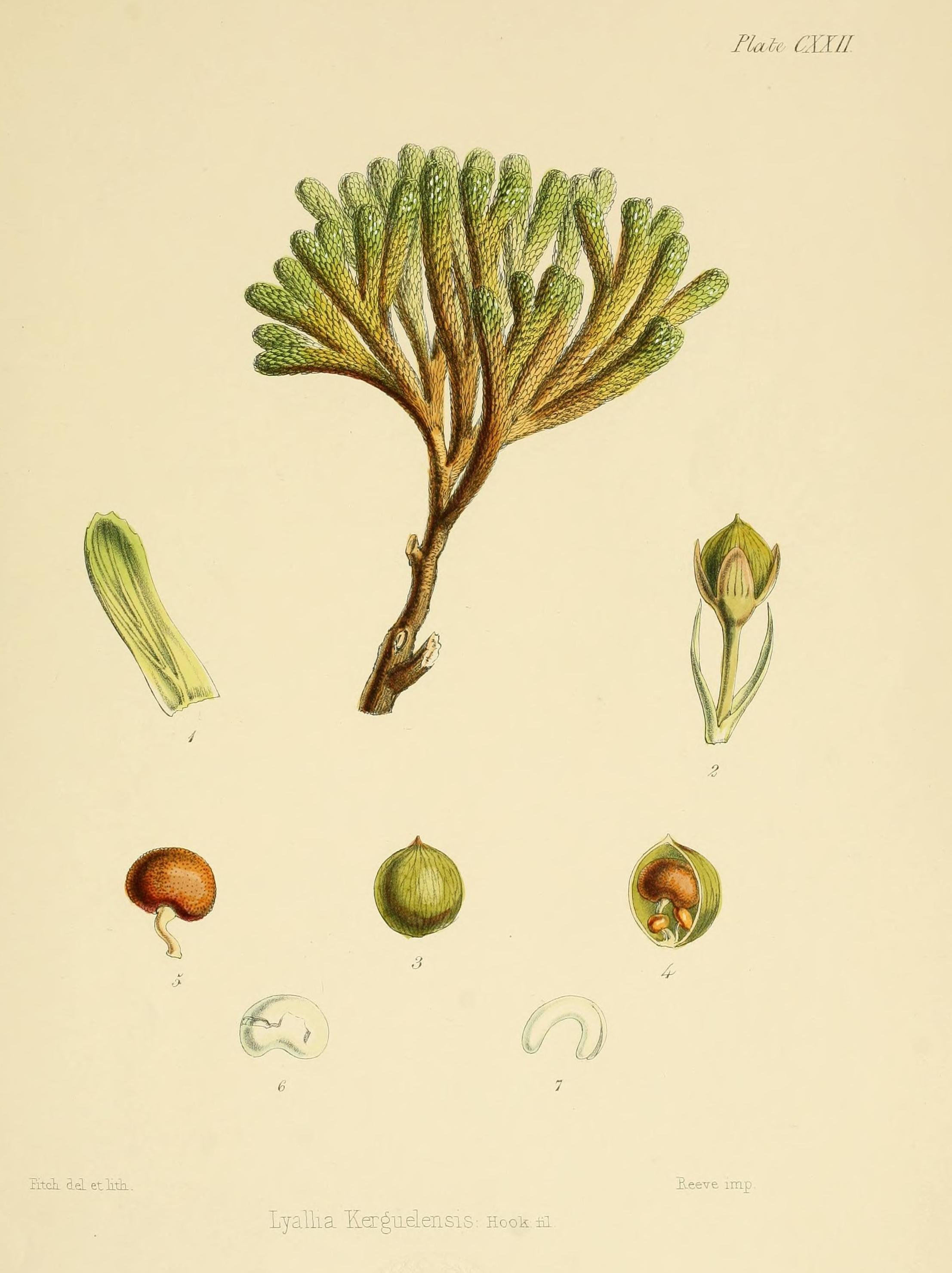